# Leon Kniaziołucki
Leon Michał Kniaziołucki (ur. 30 stycznia 1891 w Wiedniu, zm. 11 września 1973 w Brukseli) – major dyplomowany kawalerii Wojska Polskiego.

## Życiorys
Ukończył gimnazjum realne. Służbę wojskową odbywał w cesarskiej i królewskiej Armii. Ukończył szkołę oficerów rezerwy. Na stopień podporucznika został mianowany ze starszeństwem z 1 stycznia 1916 w korpusie oficerów rezerwy kawalerii. Jego oddziałem macierzystym był Pułk Ułanów Nr 13. W styczniu 1917 przydzielono go do Legionów w roli instruktora, został z nich odwołany w lipcu tego roku po kryzysie przysięgowym. W lipcu 1918 został mianowany porucznikiem.
W listopadzie 1918 walczył w obronie Lwowa jako dowódca półszwadronu. 7 maja 1919 został przyjęty do Wojska Polskiego z byłej armii austro-węgierskiej, z zatwierdzeniem posiadanego stopnia rotmistrza ze starszeństwem z 1 listopada 1918, zaliczony do I Rezerwy armii z jednoczesnym powołaniem do służby czynnej na czas wojny, i przydzielony z dniem 1 listopada 1918 do 7 Pułku Ułanów. W 1920 był oficerem łącznikowym Naczelnego Dowództwa Wojska Polskiego przy Kwaterze Głównej atamana Symona Petlury. Następnie służył w 11 pułku ułanów i 1 pułku szwoleżerów, z którego przeszedł do grona adiutantów Józefa Piłsudskiego .
3 maja 1922 został zweryfikowany w stopniu rotmistrza ze starszeństwem z 1 czerwca 1919 i 59. lokatą w korpusie oficerów jazdy (od 1924 – kawalerii). Jego oddziałem macierzystym był wówczas 1 pułk ułanów. W tym samym roku został przydzielony do Wyższej Szkoły Wojennej w Warszawie, w charakterze słuchacza jednorocznego kursu doszkolenia, pozostając oficerem nadetatowym 3 pułku szwoleżerów. W październiku 1923, po ukończeniu kursu, został przydzielony do 4 pułk strzelców konnych w Płocku. W tym czasie przysługiwał mu, obok stopnia wojskowego, tytuł „przydzielony do Sztabu Generalnego”. Od 1 czerwca do 30 lipca 1924 został odkomenderowany z 4 psk do WSWoj. w celu odbycia podróży taktycznej z kursem doszkolenia 1923/1924. 15 października tego roku otrzymał dyplom naukowy oficera Sztabu Generalnego i został przydzielony do Dowództwa Okręgu Korpusu Nr VIII w Toruniu. Z dniem 1 lutego 1925 został przydzielony do 11 pułku ułanów z równoczesnym odkomenderowaniem do Oddziału V Sztabu Generalnego. W tym samym roku został przydzielony do Oddziału II Sztabu Generalnego. 12 kwietnia 1927 został mianowany majorem ze starszeństwem z 1 stycznia 1927 i 2. lokatą w korpusie oficerów kawalerii. W sierpniu 1927 został przeniesiony służbowo do składu osobowego generała do prac przy  do Generalnym Inspektorze Sił Zbrojnych, gen. bryg. Gustawa Orlicz-Dreszera na czas do 15 października tego roku. W październiku 1927 został przeniesiony z Oddziału II SG do 3 pułku ułanów na stanowisko dowódcy szwadronu. Z dniem 31 sierpnia 1930 został przeniesiony w stan spoczynku. W 1934 pozostawał w ewidencji Powiatowej Komendy Uzupełnień Warszawa Miasto III. Posiadał przydział do Oficerskiej Kadry Okręgowej Nr I. Był wówczas „przewidziany do użycia w czasie wojny”. W styczniu 1937 marszałek Polski Edward Śmigły-Rydz odmówił mu prawa do Odznaki Pamiątkowej Generalnego Inspektora Sił Zbrojnych.
W kampanii wrześniowej 1939 służył jako oficer Oddziału III Sztabu Armii „Łódź” i Armii „Warszawa” . Od 20 września 1939 był dyrektorem sekretariatu Komitetu Obywatelskiego w Warszawie. W 1939 został osadzony na Pawiaku. 2 maja 1940 został wysłany do Obozu Koncentracyjnego Sachsenhausen, a później do Dachau, w którym przebywał do 29 kwietnia 1945  .
Po wojnie osiadł w Belgii, był wydawcą „News Exchange” . Był ministrem pełnomocnym rządu RP na uchodźstwie.
Leon Kniaziołucki był dwukrotnie żonaty. W 1919 ożenił się w Marią Collonna-Walewską, z którą miał syna Zygmunta (1922–2010). Po rozwodzie w 1927 ożenił się z Zofią Czopp-Umlauff von Frankwell (1898–1980)

## Ordery i odznaczenia
- Krzyż Komandorski Orderu Odrodzenia Polski (3 maja 1966)[25]
- Krzyż Walecznych („za czyny męstwa i odwagi wykazane w bojach toczonych w latach 1918–1921”)[5]
- Krzyż Walecznych (29 września 1939 – „za czyny męstwa i odwagi wykazane w wojnie rozpoczętej 1 września 1939”)[20]
- Złoty Krzyż Zasługi (10 listopada 1928)[27]
- Medal Niepodległości (5 sierpnia 1937)[28]
- Brązowy Medal Zasługi Wojskowej na wstążce Krzyża Zasługi Wojskowej (Austro-Węgry)[29]
- Srebrny Medal Waleczności 1 klasy (Austro-Węgry)[29]
- Krzyż Wojskowy Karola (Austro-Węgry)[29]